# Lithophane thujae
Lithophane thujae is een vlinder uit de familie van de uilen (Noctuidae). De wetenschappelijke naam van de soort is voor het eerst geldig gepubliceerd in 1999 door Webster & Thomas.